# Specie di Lycosidae (P)
Di seguito sono descritte tutte le specie della famiglia di ragni Lycosidae, i cui generi cominciano con la lettera P, note al 1 gennaio 2022.

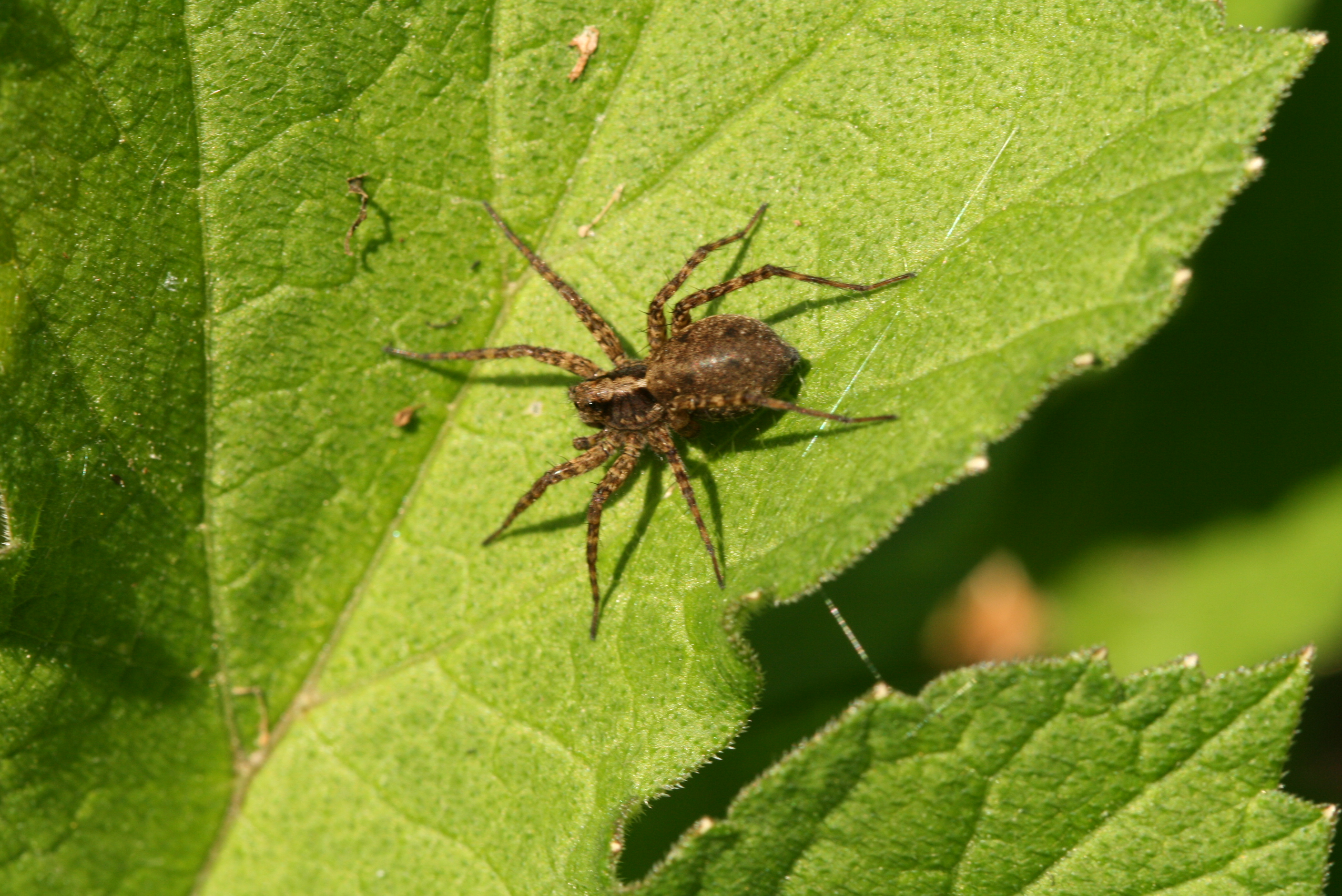
Pardosa agricola

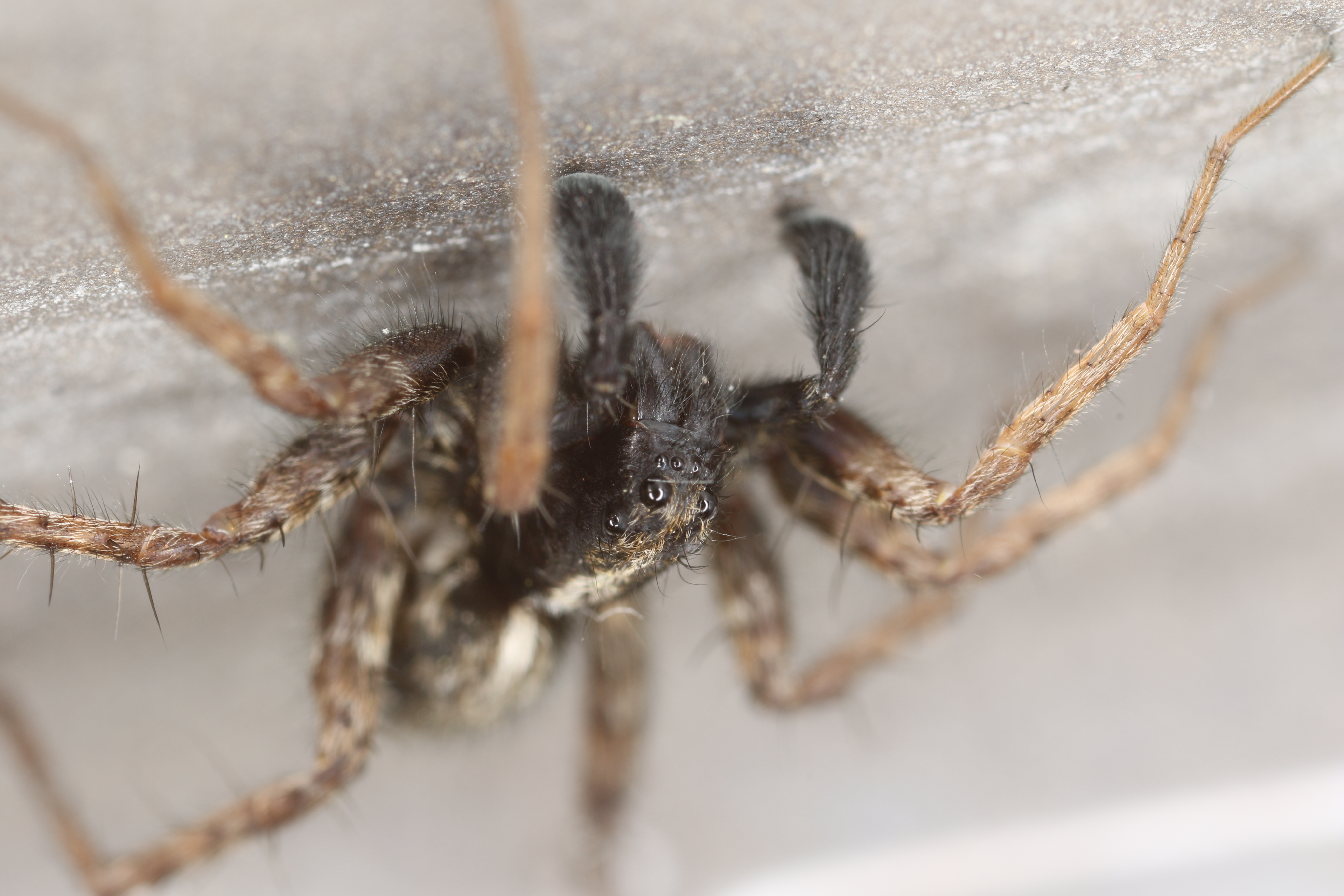
Pardosa amentata

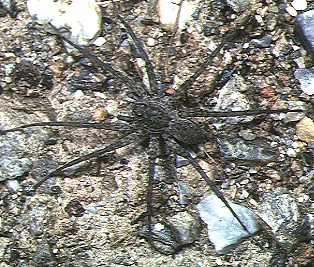
Pardosa jambaruensis, maschio

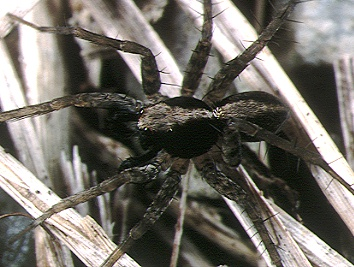
Pardosa laevitarsis, maschio

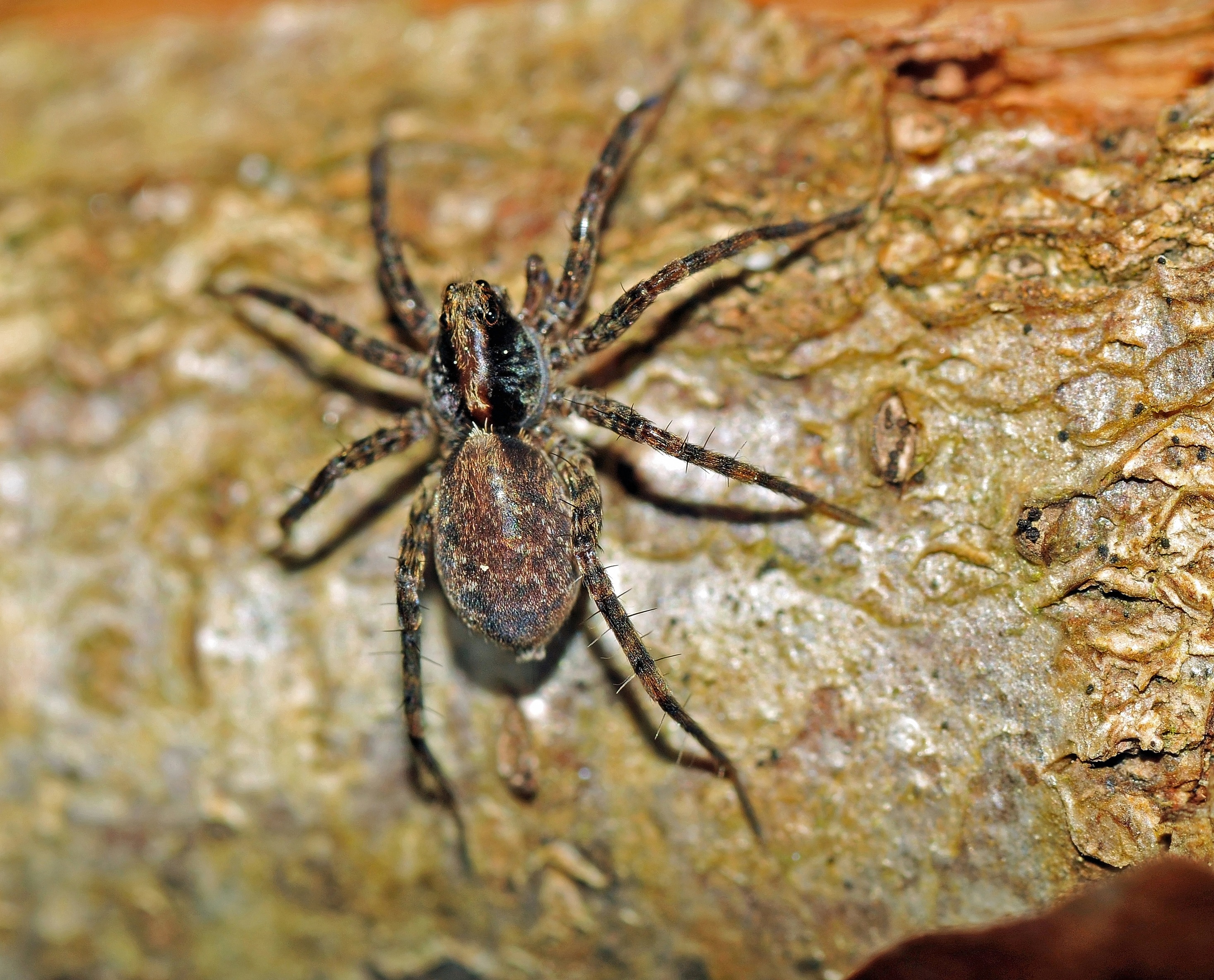
Pardosa lugubris

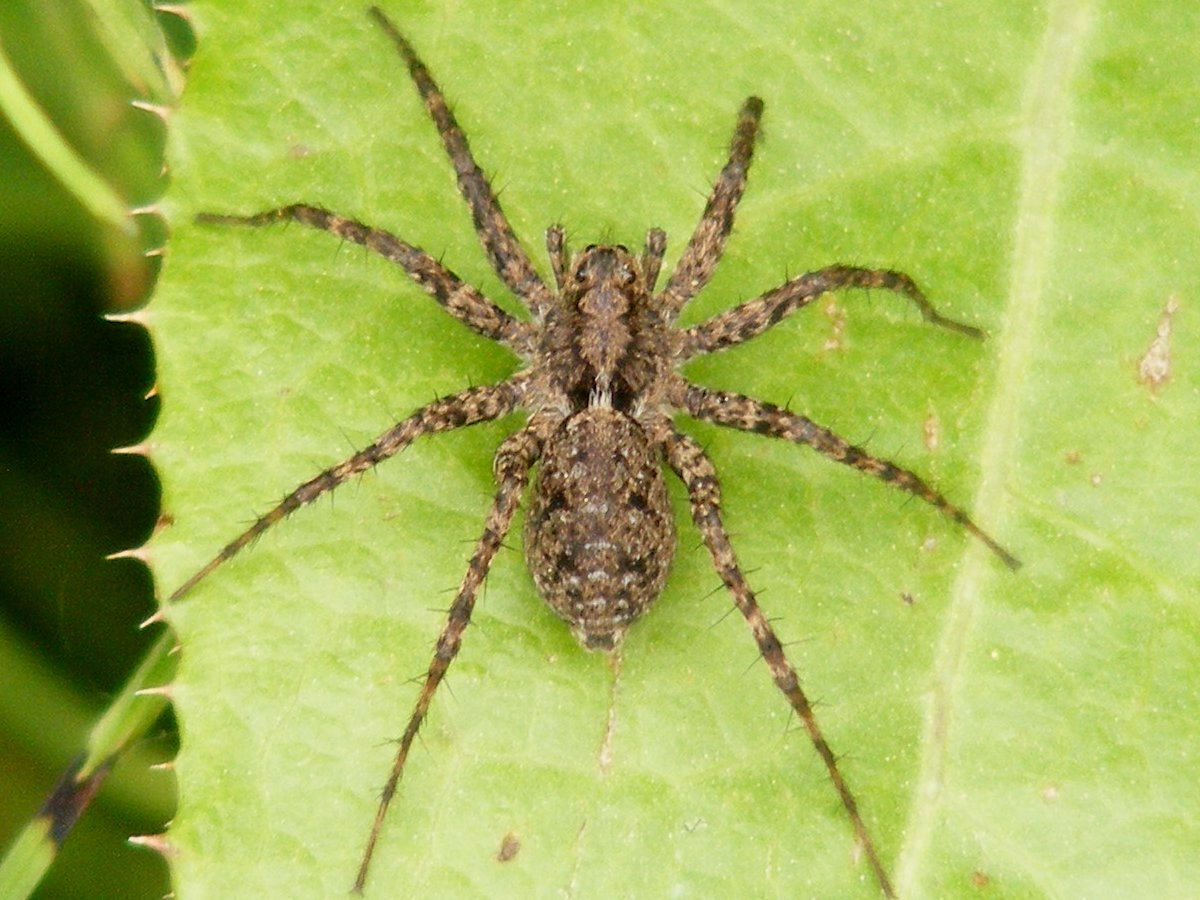
Pardosa milvina

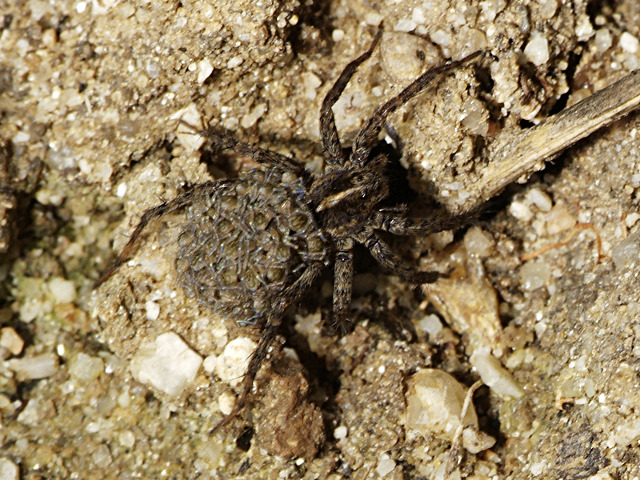
Pardosa monticola, femmina con piccoli

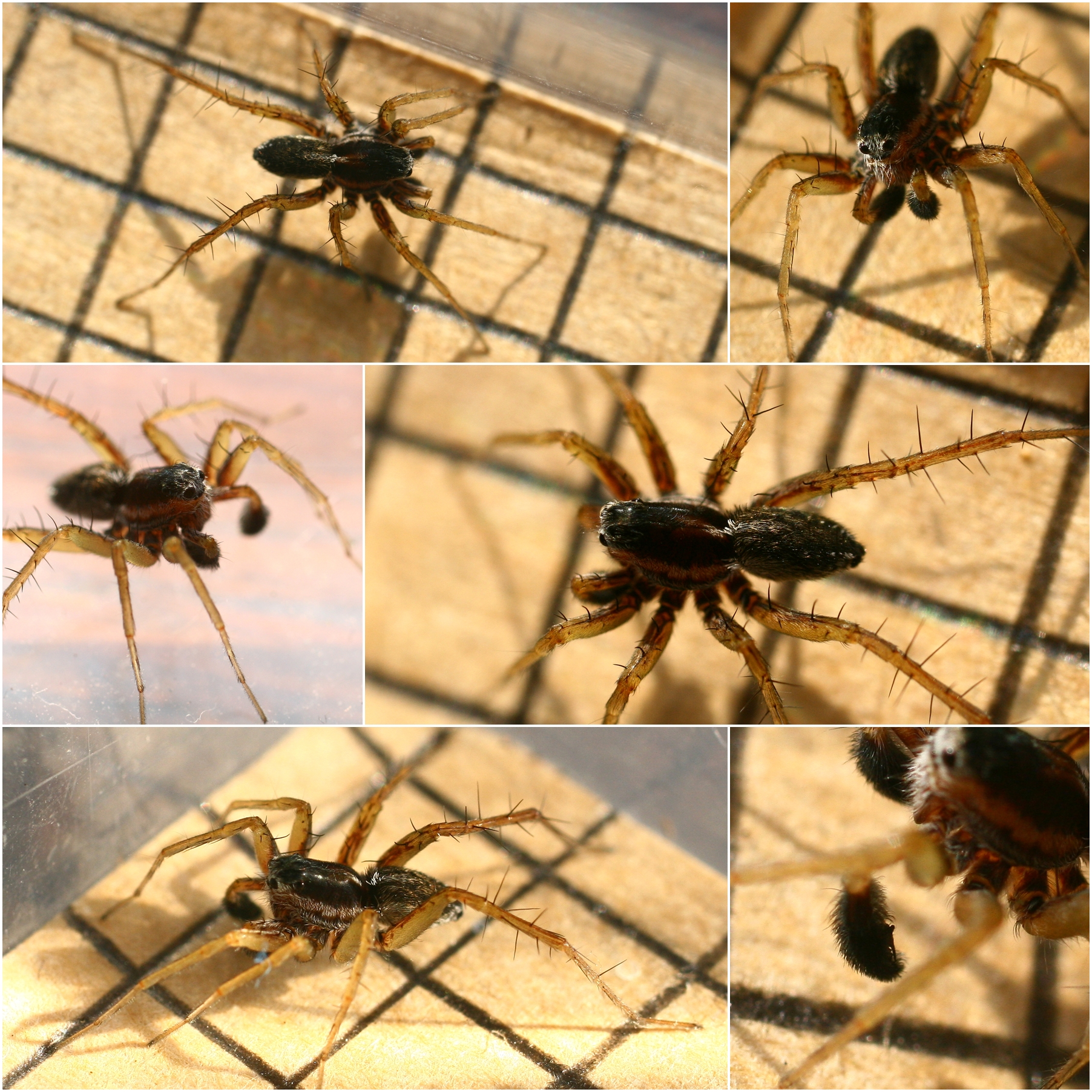
Pardosa nigriceps, maschio

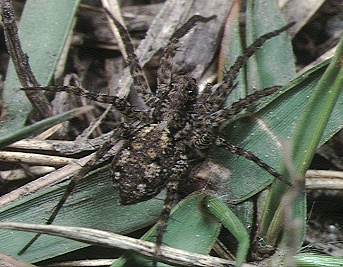
Pardosa oriens, femmina

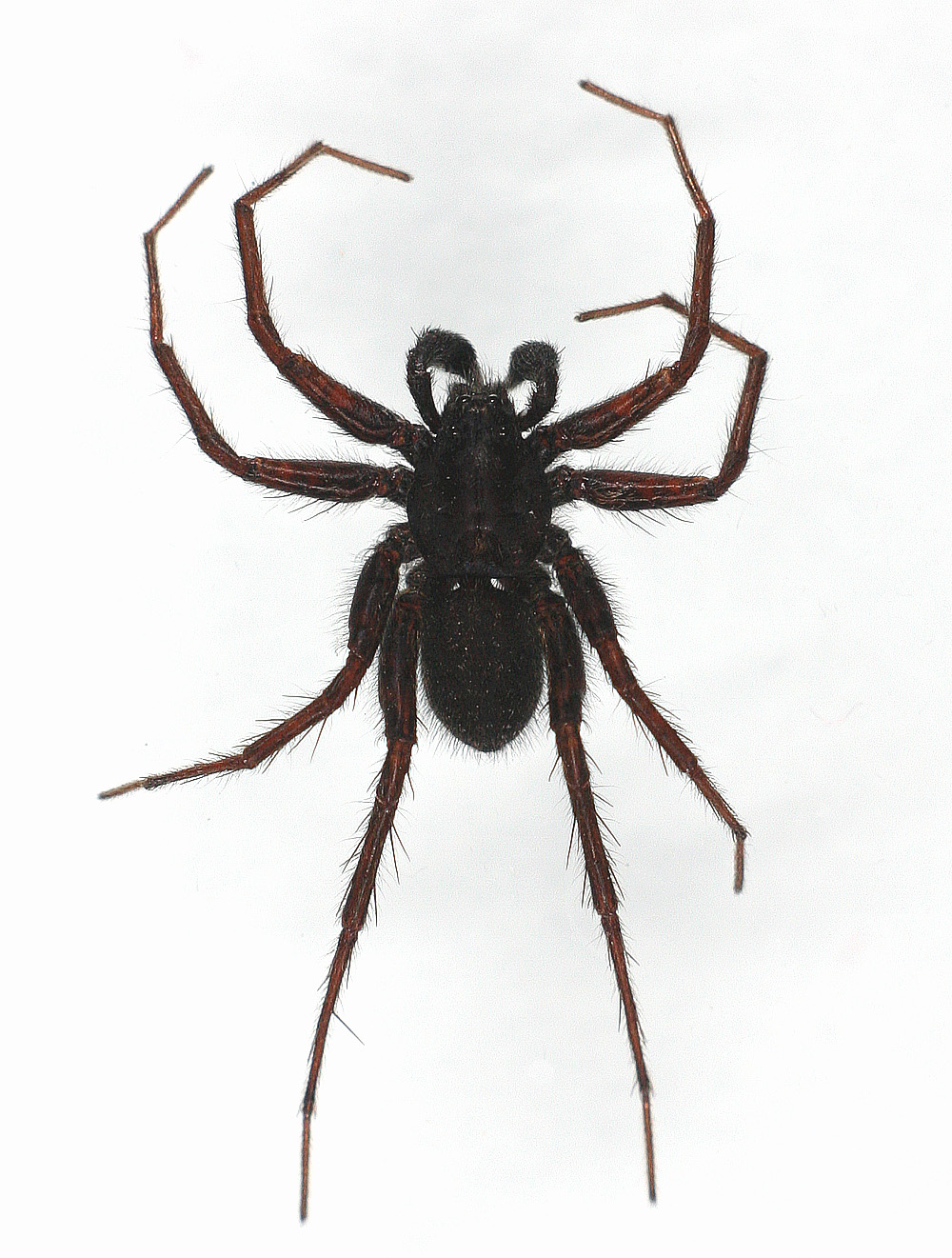
Pardosa paludicola

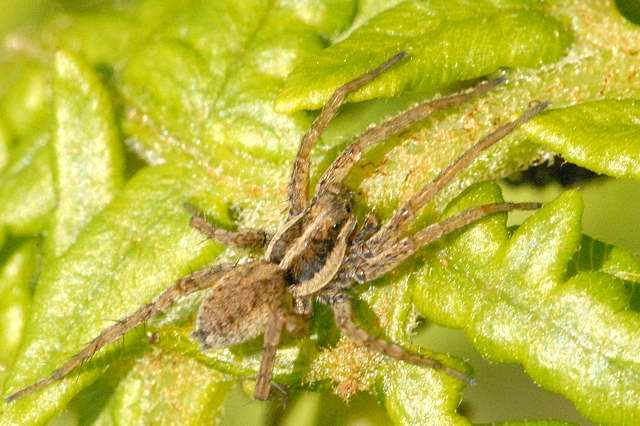
Pardosa palustris

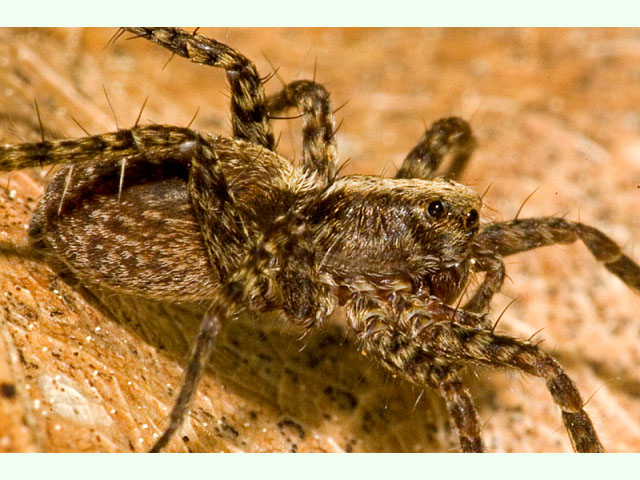
Pardosa proxima

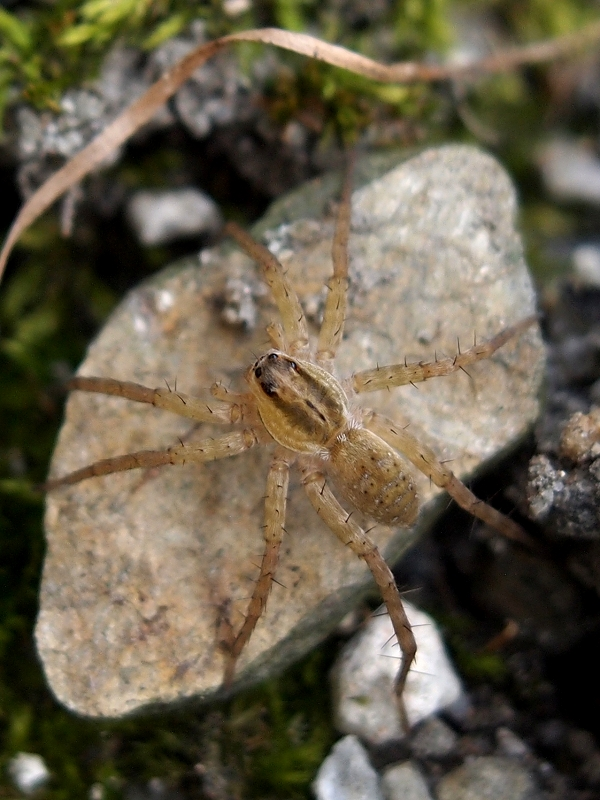
Pardosa pseudoannulata

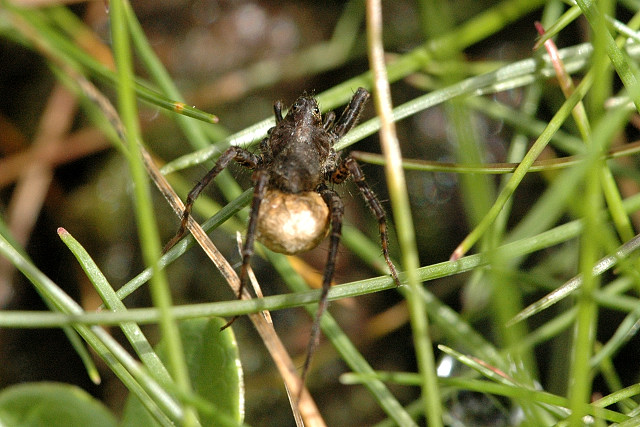
Pardosa pullata, con sacco ovigero

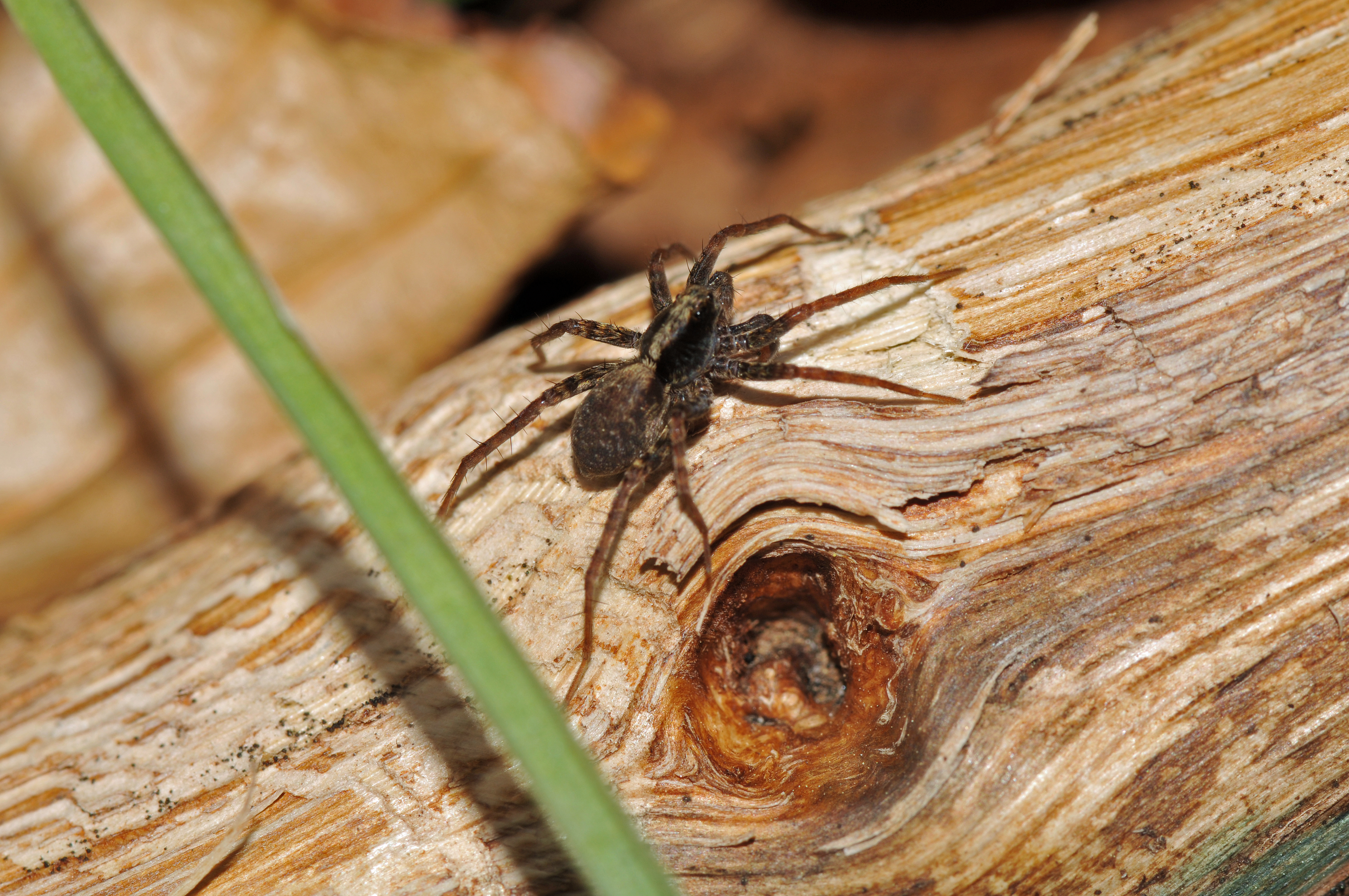
Pardosa saltans

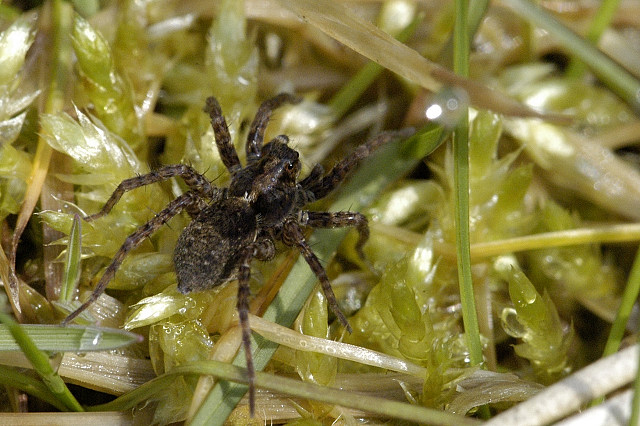
Pardosa sphagnicola

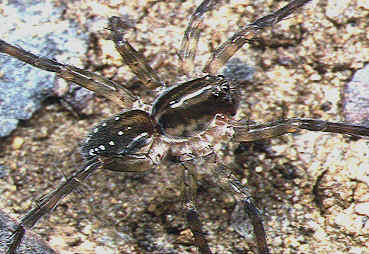
Pirata clercki, maschio

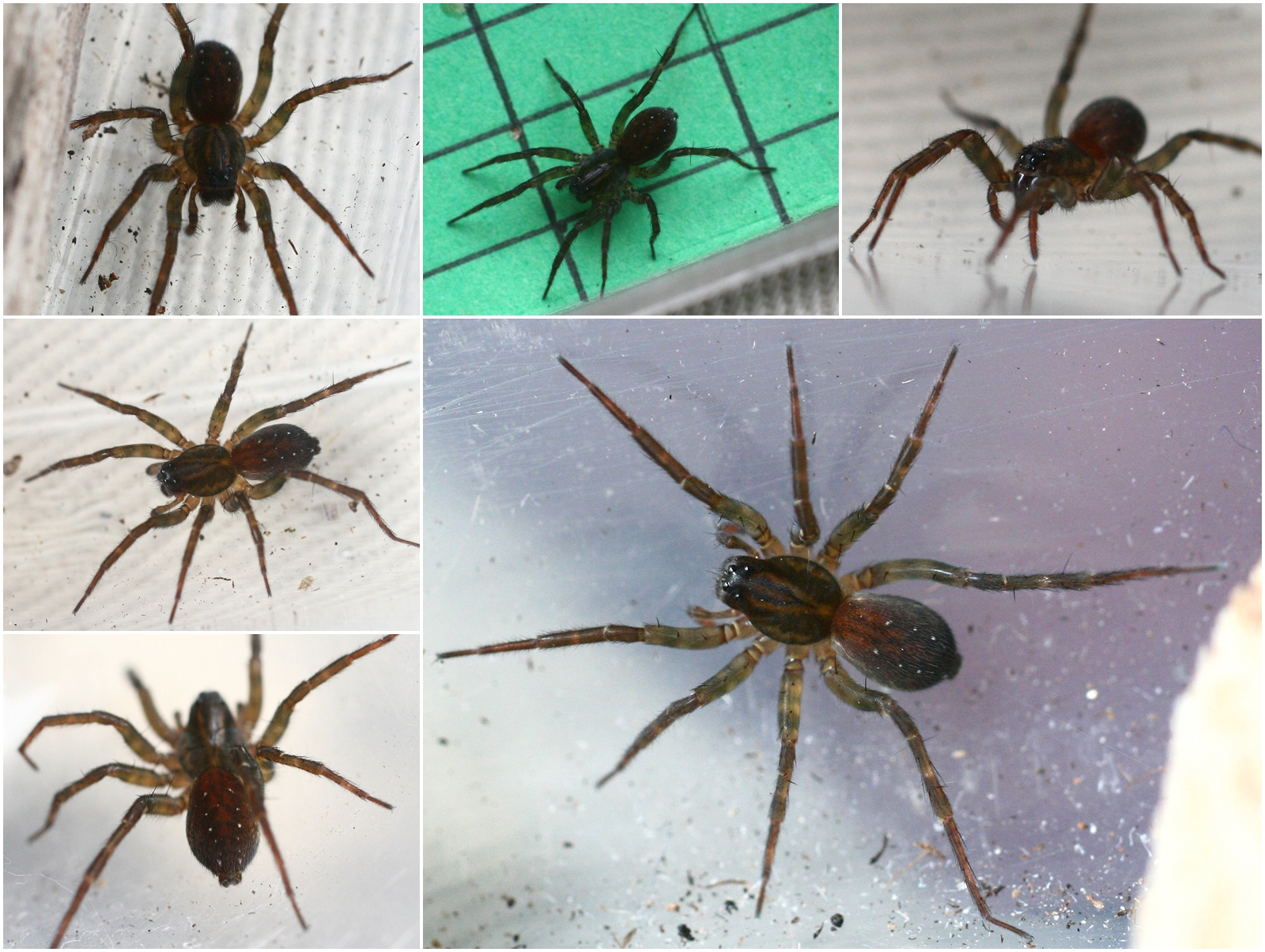
Pirata hygrophilus

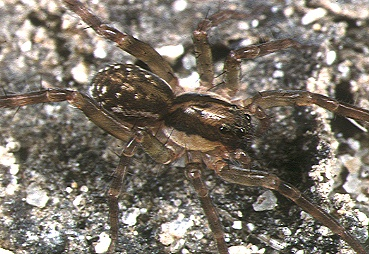
Pirata iriomotensis, femmina

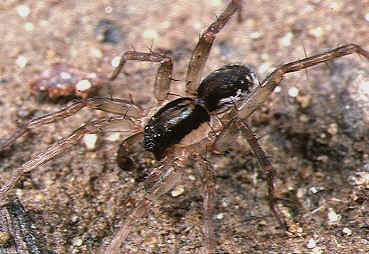
Pirata iriomotensis, maschio

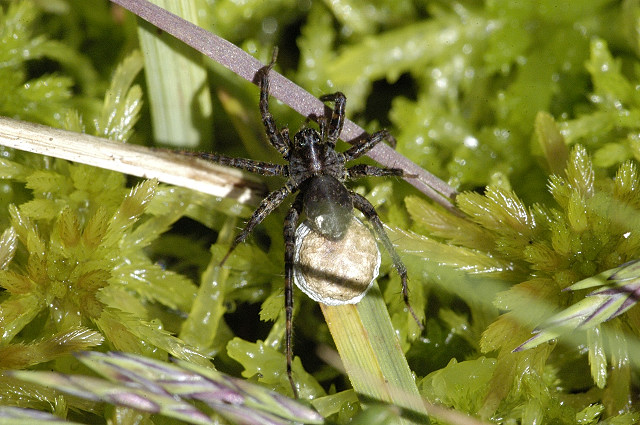
Pirata latitans, femmina con sacco ovigero

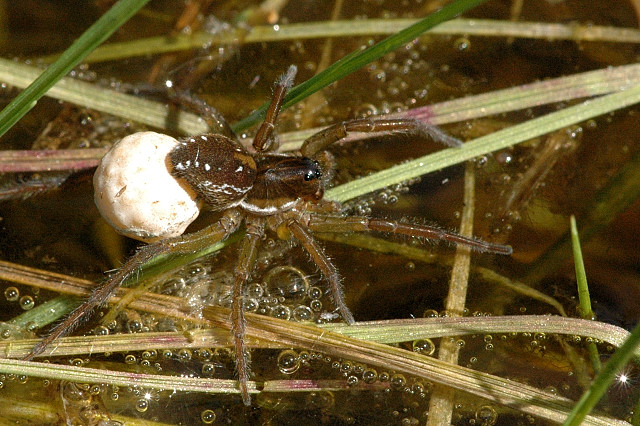
Pirata piraticus, femmina con sacco ovigero

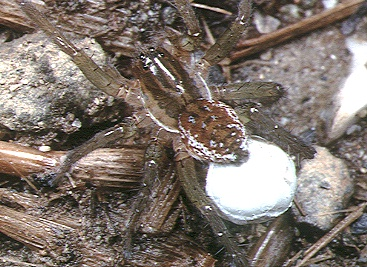
Pirata subpiraticus, femmina con sacco ovigero

## Paratrochosina
Paratrochosina Roewer, 1960
1. Paratrochosina amica (Mello-Leitão, 1941) — Argentina
2. Paratrochosina insolita (L. Koch, 1879)[1] — Canada, Alaska, Russia
3. Paratrochosina sagittigera (Roewer, 1951)— Russia

## Pardosa
Pardosa C. L. Koch, 1847
1. Pardosa abagensis Ovtsharenko, 1979 — Russia
2. Pardosa aciculifera Chen, Song & Li, 2001 — Cina
3. Pardosa acorensis Simon, 1883 — Isole Azzorre
4. Pardosa adustella (Roewer, 1951) — Russia, Mongolia, Cina
5. Pardosa aenigmatica Tongiorgi, 1966 — Italia, Azerbaigian
6. Pardosa afflicta (Holmberg, 1876) — Argentina
7. Pardosa agrestis (Westring, 1861) — Regione paleartica
8. Pardosa agricola (Thorell, 1856) — dall'Europa al Kazakistan
  - Pardosa agricola borussica (Dahl, 1908) — Lituania
  - Pardosa agricola fucicola (Dahl, 1908) — Finlandia, Germania
9. Pardosa alacris (C. L. Koch, 1833)[1] — Europa, Russia
10. Pardosa alasaniensis Mcheidze, 1997 — Georgia
11. Pardosa albatula (Roewer, 1951) — Europa
12. Pardosa alboannulata Yin et al., 1997 — Cina
13. Pardosa albomaculata Emerton, 1885 — USA, Canada, Alaska, Groenlandia
14. Pardosa albomarginata Tanikawa, Usio, Endo & Miyashita, 2014 — Giappone
15. Pardosa algens (Kulczyński, 1908) — Canada, Alaska, Russia
16. Pardosa algina (Chamberlin, 1916) — Perù
17. Pardosa algoides Schenkel, 1963 — India, Bangladesh, Cina
18. Pardosa alii Tikader, 1977 — India
19. Pardosa altamontis Chamberlin & Ivie, 1946 — USA, Canada
20. Pardosa alticola Alderweireldt & Jocqué, 1992 — Etiopia, Congo, Ruanda
21. Pardosa altitudis Tikader & Malhotra, 1980 — India, Cina
22. Pardosa amacuzacensis Jiménez, 1983 — Messico
23. Pardosa amamiensis (Nakatsudi, 1943) — Isole Ryukyu
24. Pardosa amazonia (Thorell, 1895) — Birmania
25. Pardosa amentata (Clerck, 1757) — Europa, Russia
26. Pardosa anchoroides Yu & Song, 1988 — Cina
27. Pardosa ancorifera Schenkel, 1936 — Cina
28. Pardosa anfibia Zapfe-Mann, 1979 — Cile
29. Pardosa angolensis (Roewer, 1959) — Angola
30. Pardosa angusta Denis, 1956 — Marocco
31. Pardosa angustifrons Caporiacco, 1941 — Etiopia
32. Pardosa anomala Gertsch, 1933 — USA, Canada
33. Pardosa apostoli Barrion & Litsinger, 1995 — Filippine
34. Pardosa aquatilis Schmidt & Krause, 1995 — Isole Capo Verde
35. Pardosa aquila Buchar & Thaler, 1998 — Russia, Georgia
36. Pardosa astrigera L. Koch, 1878 — Russia, Cina, Corea, Taiwan, Giappone
37. Pardosa atlantica Emerton, 1913 — USA
38. Pardosa atomaria (C. L. Koch, 1847) — Penisola balcanica, Cipro, Rodi, Isole dell'Egeo
39. Pardosa atrata (Thorell, 1873) — Regione paleartica
40. Pardosa atromedia Banks, 1904 — USA
41. Pardosa atronigra Song, 1995 — Cina
42. Pardosa atropos (L. Koch, 1878) — Cina, Corea, Giappone
43. Pardosa aurantipes (Strand, 1906) — Etiopia
44. Pardosa azerifalcata Marusik, Guseinov & Koponen, 2003 — Azerbaigian
45. Pardosa baehrorum Kronestedt, 1999 — Germania, Svizzera, Austria
46. Pardosa balaghatensis Gajbe, 2004 — India
47. Pardosa baoshanensis Wang & Qiu, 1991 — Cina
48. Pardosa baraan Logunov & Marusik, 1995 — Russia, Mongolia
49. Pardosa bargaonensis Gajbe, 2004 — India
50. Pardosa basiri (Dyal, 1935) — Pakistan
51. Pardosa bastarensis Gajbe, 2004 — India
52. Pardosa baxianensis Wang & Song, 1993 — Cina
53. Pardosa beijiangensis Hu & Wu, 1989 — Cina
54. Pardosa bellona Banks, 1898 — USA, Messico
55. Pardosa bendamira Roewer, 1960 — Afghanistan
56. Pardosa beringiana Dondale & Redner, 1987 — Canada, Alaska
57. Pardosa bidentata Franganillo, 1936 — Cuba
58. Pardosa bifasciata (C. L. Koch, 1834) — Regione paleartica
59. Pardosa birmanica Simon, 1884 — dal Pakistan alla Cina, Filippine, Sumatra
60. Pardosa blanda (C. L. Koch, 1833) — Regione paleartica
61. Pardosa bleyi (Dahl, 1908) — Arcipelago delle Bismarck (Papua Nuova Guinea)
62. Pardosa brevimetatarsis (Strand, 1907) — Giava
63. Pardosa brevivulva Tanaka, 1975 — Cina, Corea, Giappone
64. Pardosa brunellii Caporiacco, 1940 — Etiopia
65. Pardosa buchari Ovtsharenko, 1979 — Russia, Georgia
66. Pardosa bucklei Kronestedt, 1975 — USA, Canada
67. Pardosa buriatica Sternbergs, 1979 — Russia
68. Pardosa californica Keyserling, 1887 — USA, Messico
69. Pardosa caliraya Barrion & Litsinger, 1995 — Filippine
70. Pardosa canalis F. O. P.-Cambridge, 1902 — Messico
71. Pardosa caucasica Ovtsharenko, 1979 — Russia, Azerbaigian
72. Pardosa cavannae Simon, 1881 — Italia
73. Pardosa cayennensis (Taczanowski, 1874) — Guyana Francese
74. Pardosa cervina Schenkel, 1936 — Cina
75. Pardosa cervinopilosa Schenkel, 1936 — Cina
76. Pardosa chahraka Roewer, 1960 — Afghanistan
77. Pardosa chambaensis Tikader & Malhotra, 1976 — India
78. Pardosa chapini (Fox, 1935) — Cina
79. Pardosa chenbuensis Yin et al., 1997 — Cina
80. Pardosa chiapasiana Gertsch & Wallace, 1937 — Messico
81. Pardosa chindanda Roewer, 1960 — Afghanistan
82. Pardosa cincta (Kulczyński, 1887) — Europa centrale e orientale
83. Pardosa cinerascens (Roewer, 1951) — Madagascar
84. Pardosa clavipalpis Purcell, 1903 — Africa orientale e meridionale
85. Pardosa cluens Roewer, 1959 — Camerun
86. Pardosa colchica Mcheidze, 1946 — Georgia, Armenia, Azerbaigian
87. Pardosa coloradensis Banks, 1894 — USA, Canada, Alaska
88. Pardosa completa (Roewer, 1959) — Mozambico
89. Pardosa concinna (Thorell, 1877) — USA, Canada
90. Pardosa concolorata (Roewer, 1951) — Messico
91. Pardosa condolens (O. P.-Cambridge, 1885) — Asia centrale
92. Pardosa confalonierii Caporiacco, 1928 — Africa settentrionale
93. Pardosa confusa Kronestedt, 1988 — USA
94. Pardosa consimilis Nosek, 1905 — Turchia
95. Pardosa costrica Chamberlin & Ivie, 1942 — Costa Rica
96. Pardosa crassipalpis Purcell, 1903 — Sudafrica
97. Pardosa crassistyla Kronestedt, 1988 — USA
98. Pardosa credula (O. P.-Cambridge, 1885) — Tagikistan
99. Pardosa cribrata Simon, 1876 — Europa meridionale, Algeria
  - Pardosa cribrata catalonica Simon, 1937 — Spagna
100. Pardosa cubana Bryant, 1940 — Cuba, Giamaica, Isola Grand Cayman
101. Pardosa dabiensis Chai & Yang, 1998 — Cina
102. Pardosa dagestana Buchar & Thaler, 1998 — Russia
103. Pardosa daisetsuensis Tanaka, 2005 — Giappone
104. Pardosa dalkhaba Roewer, 1960 — Afghanistan
105. Pardosa danica (Sørensen, 1904) — Danimarca
106. Pardosa darolii (Strand, 1906) — Etiopia
107. Pardosa datongensis Yin, Peng & Kim, 1997 — Cina
108. Pardosa daxiansongi Barrion, Barrion-Dupo & Heong, 2013 — Cina
109. Pardosa debolinae Majumder, 2004 — India
110. Pardosa delicatula Gertsch & Wallace, 1935 — USA, Messico
111. Pardosa dentitegulum Yin et al., 1997 — Cina
112. Pardosa desolatula Gertsch & Davis, 1940 — Messico
113. Pardosa dilecta Banks, 1898 — Messico
114. Pardosa distincta (Blackwall, 1846) — USA, Canada
115. Pardosa diuturna Fox, 1937 — Canada, Alaska
116. Pardosa donabila Roewer, 1955 — Iran
117. Pardosa dondalei Jiménez, 1986 — Messico
118. Pardosa dorsalis Banks, 1894 — USA, Canada
119. Pardosa dorsuncata Lowrie & Dondale, 1981 — USA, Canada, Alaska
120. Pardosa dranensis Hogg, 1922 — Vietnam
121. Pardosa drenskii Buchar, 1968 — Bulgaria
122. Pardosa duplicata Saha, Biswas & Raychaudhuri, 1994 — India
123. Pardosa dzheminey Marusik, 1995 — Kazakistan
124. Pardosa ecatli Jiménez, 1985 — Messico
125. Pardosa eiseni (Thorell, 1875) — Regione paleartica
126. Pardosa ejusmodi (O. P.-Cambridge, 1872) — Siria
127. Pardosa elegans (Thorell, 1875) — Russia
128. Pardosa elegantula (Roewer, 1959) — Congo
129. Pardosa enucleata Roewer, 1959 — Sudafrica
130. Pardosa erupticia (Strand, 1913) — Ruanda
131. Pardosa eskovi Kronestedt & Marusik, 2011 — Russia
132. Pardosa evanescens Alderweireldt & Jocqué, 2008 — Costa d'Avorio
133. Pardosa evelinae Wunderlich, 1984 — Europa orientale
134. Pardosa falcata Schenkel, 1963 — Mongolia, Cina
135. Pardosa falcifera F. O. P.-Cambridge, 1902 — dagli USA alla Costa Rica
136. Pardosa falcula F. O. P.-Cambridge, 1902 — Guatemala
137. Pardosa fallax Barnes, 1959 — Messico
138. Pardosa fastosa (Keyserling, 1877) — dalla Costa Rica all'Ecuador
  - Pardosa fastosa viota (Strand, 1914) — Colombia
139. Pardosa femoralis Simon, 1876 — Francia, Spagna, Russia
140. Pardosa fengi Marusik, Nadolny & Omelko, 2013 — Cina
141. Pardosa ferruginea (L. Koch, 1870) — Regione paleartica
142. Pardosa flammula Mello-Leitão, 1945 — Argentina
143. Pardosa flata Qu, Peng & Yin, 2010 — Cina
144. Pardosa flavida (O. P.-Cambridge, 1885) — Yarkand (Cina), Turkmenistan, Cina
145. Pardosa flavipalpis F. O. P.-Cambridge, 1902 — Messico
146. Pardosa flavipes Hu, 2001 — Cina
147. Pardosa flavisterna Caporiacco, 1935 — Karakorum
148. Pardosa fletcheri (Gravely, 1924) — India, Nepal, Pakistan
149. Pardosa floridana (Banks, 1896) — USA, Cuba
150. Pardosa fomichevi Kronestedt, Marusik & Omelko, 2014 — Russia
151. Pardosa fortunata (O. P.-Cambridge, 1885) — Asia centrale
152. Pardosa fritzeni Ballarin, Marusik, Omelko & Koponen, 2012 — Kirghizistan
153. Pardosa fulvipes (Collett, 1876) — Regione paleartica
154. Pardosa furcifera (Thorell, 1875) — Canada, Alaska, Groenlandia, Islanda
155. Pardosa fuscosoma Wunderlich, 1992 — Isole Canarie
156. Pardosa fuscula (Thorell, 1875) — USA, Canada, Alaska
157. Pardosa gastropicta Roewer, 1959 — Kenya
158. Pardosa gefsana Roewer, 1959 — Spagna, Sicilia, Sardegna, Africa settentrionale
159. Pardosa gerhardti (Strand, 1922) — Sumatra
160. Pardosa ghigii Caporiacco, 1932 — Marocco
161. Pardosa ghourbanda Roewer, 1960 — Afghanistan
162. Pardosa giebeli (Pavesi, 1873) — Europa
163. Pardosa glabra Mello-Leitão, 1938 — Argentina
164. Pardosa glacialis (Thorell, 1872) — Regione olartica
165. Pardosa golbagha Roewer, 1960 — Afghanistan
166. Pardosa gopalai Patel & Reddy, 1993 — India
167. Pardosa gothicana Lowrie & Dondale, 1981 — USA
168. Pardosa gracilenta (Lucas, 1846) — Algeria
169. Pardosa graminea Tanaka, 1985 — Giappone
170. Pardosa groenlandica (Thorell, 1872) — USA, Canada, Alaska, Groenlandia
171. Pardosa gromovi Ballarin, Marusik, Omelko & Koponen, 2012 — Kazakistan
172. Pardosa guadalajarana Dondale & Redner, 1984 — dal Messico a El Salvador
173. Pardosa guerechka Roewer, 1960 — Afghanistan
174. Pardosa gusarensis Marusik, Guseinov & Koponen, 2003 — Azerbaigian
175. Pardosa haibeiensis Yin et al., 1995 — Cina
176. Pardosa hamifera F. O. P.-Cambridge, 1902 — Messico, Honduras, Giamaica, Hispaniola
177. Pardosa hanrasanensis Jo & Paik, 1984 — Russia, Corea
178. Pardosa hartmanni (Roewer, 1959) — Tanzania
179. Pardosa hatanensis Urita, Tang & Song, 1993 — Cina
180. Pardosa haupti Song, 1995 — Cina
181. Pardosa hedini Schenkel, 1936 — Russia, Cina, Corea, Giappone
182. Pardosa herbosa Jo & Paik, 1984 — Russia, Cina, Corea, Giappone
183. Pardosa hetchi Chamberlin & Ivie, 1942 — USA
184. Pardosa heterophthalma (Simon, 1898) — dall'India a Giava
185. Pardosa hohxilensis Song, 1995 — Cina
186. Pardosa hokkaido Tanaka & Suwa, 1986 — Russia, Giappone
187. Pardosa hortensis (Thorell, 1872) — Regione paleartica
188. Pardosa hydaspis Caporiacco, 1935 — Karakorum
189. Pardosa hyperborea (Thorell, 1872) — Regione olartica
190. Pardosa hypocrita (Simon, 1882) — Yemen
191. Pardosa ibex Buchar & Thaler, 1998 — Russia, Georgia
192. Pardosa ilgunensis Nosek, 1905 — Turchia
193. Pardosa incerta Nosek, 1905 — Turchia, Russia, Azerbaigian
194. Pardosa indecora L. Koch, 1879 — Russia, Cina
195. Pardosa iniqua (O. P.-Cambridge, 1876) — Egitto
196. Pardosa injucunda (O. P.-Cambridge, 1876) — Africa
197. Pardosa inopina (O. P.-Cambridge, 1876) — dall'Egitto all'Africa orientale
198. Pardosa inquieta (O. P.-Cambridge, 1876) — Egitto
199. Pardosa invenusta (C. L. Koch, 1837) — Grecia
200. Pardosa irretita Simon, 1886 — Thailandia, Malaysia, Borneo
201. Pardosa irriensis Barrion & Litsinger, 1995 — Filippine
202. Pardosa isago Tanaka, 1977 — Russia, Cina, Corea, Giappone
203. Pardosa italica Tongiorgi, 1966 — dall'Europa meridionale alla Cina
  - Pardosa italica valenta Zyuzin, 1976 — Asia centrale
204. Pardosa izabella Chamberlin & Ivie, 1942 — Guatemala
205. Pardosa jabalpurensis Gajbe & Gajbe, 1999 — India
206. Pardosa jaikensis Ponomarev, 2007 —Russia, Kazakistan
207. Pardosa jambaruensis Tanaka, 1990 — Cina, Taiwan, Okinawa
208. Pardosa jartica Urita, Tang & Song, 1993 — Cina
209. Pardosa jaundea (Roewer, 1960) — Camerun
210. Pardosa jeniseica Eskov & Marusik, 1995 — Russia, Kazakistan
211. Pardosa jergeniensis Ponomarev, 1979 — Russia, Kazakistan
212. Pardosa jinpingensis Yin et al., 1997 — Cina
213. Pardosa josemitensis (Strand, 1908) — USA
214. Pardosa kalpiensis Gajbe, 2004 — India
215. Pardosa karagonis (Strand, 1913) — Africa centrale e orientale
  - Pardosa karagonis nivicola Lessert, 1926 — Tanzania
216. Pardosa katangana Roewer, 1959 — Congo
217. Pardosa kavango Alderweireldt & Jocqué, 1992 — Namibia, Botswana
218. Pardosa knappi Dondale, 2007 — USA
219. Pardosa kondeana Roewer, 1959 — Africa orientale
220. Pardosa koponeni Nadolny, Omelko, Marusik & Blagoev, 2016 — Russia, Cina, Corea, Giappone
221. Pardosa krausi (Roewer, 1959) — Tanzania
222. Pardosa kronestedti Song, Zhang & Zhu, 2002 — Cina
223. Pardosa kupupa (Tikader, 1970) — India, Cina
224. Pardosa labradorensis (Thorell, 1875) — USA, Canada
225. Pardosa laciniata Song & Haupt, 1995 — Cina
226. Pardosa laevitarsis Tanaka & Suwa, 1986 — Giappone, Okinawa
227. Pardosa lagenaria Qu, Peng & Yin, 2010 — Cina
228. Pardosa laidlawi Simon, 1901 — Malaysia
229. Pardosa lapidicina Emerton, 1885 — USA, Canada
230. Pardosa lapponica (Thorell, 1872) — Regione olartica
231. Pardosa lasciva L. Koch, 1879 — Regione paleartica
232. Pardosa latibasa Qu, Peng & Yin, 2010 — Cina
233. Pardosa laura Karsch, 1879 — Russia, Cina, Corea, Taiwan, Giappone
234. Pardosa lawrencei Roewer, 1959 — Tanzania
235. Pardosa leipoldti Purcell, 1903 — Sudafrica
236. Pardosa leprevosti Mello-Leitão, 1947 — Brasile
237. Pardosa lignosus Ghafoor & Alvi, 2007 — Pakistan
238. Pardosa lii Marusik, Nadolny & Omelko, 2013 — Cina
239. Pardosa limata Roewer, 1959 — Namibia
240. Pardosa lineata F. O. P.-Cambridge, 1902 — Messico
241. Pardosa linguata F. O. P.-Cambridge, 1902 — Messico
242. Pardosa litangensis Xu, Zhu & Kim, 2010 — Cina
243. Pardosa littoralis Banks, 1896 — USA, Canada, Cuba
244. Pardosa logunovi Kronestedt & Marusik, 2011 — Russia, Mongolia
245. Pardosa lombokibia (Strand, 1915) — Lombok (Indonesia)
246. Pardosa longionycha Yin et al., 1995 — Cina
247. Pardosa longisepta Chen & Song, 2002 — Cina
248. Pardosa longivulva F. O. P.-Cambridge, 1902 — Messico, Guatemala
249. Pardosa lowriei Kronestedt, 1975 — USA, Canada, Alaska
250. Pardosa luctinosa Simon, 1876 — Regione paleartica
251. Pardosa ludia (Thorell, 1895) — Birmania
252. Pardosa lugubris (Walckenaer, 1802) — Regione paleartica
253. Pardosa lurida Roewer, 1959 — Tanzania
254. Pardosa lusingana Roewer, 1959 — Congo, Namibia
255. Pardosa lycosina Purcell, 1903 — Sudafrica
256. Pardosa lycosinella Lawrence, 1927 — Namibia
257. Pardosa lyrata (Odenwall, 1901) — Russia, Mongolia
258. Pardosa lyrifera Schenkel, 1936 — Cina, Corea, Giappone
259. Pardosa mabinii Barrion & Litsinger, 1995 — Filippine
260. Pardosa mabweana Roewer, 1959 — Congo
261. Pardosa mackenziana (Keyserling, 1877) — USA, Canada, Alaska
262. Pardosa maculata Franganillo, 1931 — Cuba
263. Pardosa maculatipes (Keyserling, 1887) — Cile
264. Pardosa maimaneha Roewer, 1960 — Afghanistan
265. Pardosa maisa Hippa & Mannila, 1982 — Finlandia, Austria, Ungheria, Repubblica Ceca, Polonia
266. Pardosa manicata Thorell, 1899 — Camerun
267. Pardosa manubriata Simon, 1898 — Africa orientale e meridionale
268. Pardosa marchei Simon, 1890 — Isole Marianne
269. Pardosa marialuisae Dondale & Redner, 1984 — dal Messico all'Honduras
270. Pardosa martensi Buchar, 1978 — Nepal
271. Pardosa martinii (Pavesi, 1883) — Etiopia
272. Pardosa masareyi Mello-Leitão, 1939 — Ecuador
273. Pardosa masurae Esyunin & Efimik, 1998 — Russia
274. Pardosa mayana Dondale & Redner, 1984 — dal Messico alla Costa Rica
275. Pardosa medialis Banks, 1898 — Messico
276. Pardosa mendicans (Simon, 1882) — Yemen
277. Pardosa mercurialis Montgomery, 1904 — USA
278. Pardosa messingerae (Strand, 1916) — Africa occidentale, centrale e orientale
279. Pardosa metlakatla Emerton, 1917 — USA, Canada, Alaska
280. Pardosa mikhailovi Ballarin, Marusik, Omelko & Koponen, 2012 — Kazakistan
281. Pardosa milvina (Hentz, 1844) — USA, Canada
282. Pardosa minuta Tikader & Malhotra, 1976 — India, Bangladesh
283. Pardosa mionebulosa Yin et al., 1997 — Cina
284. Pardosa miquanensis Yin et al., 1994 — Cina
285. Pardosa mira Caporiacco, 1941 — Etiopia
286. Pardosa mixta (Kulczyński, 1887) — Regione paleartica
287. Pardosa modica (Blackwall, 1846) — USA, Canada
288. Pardosa moesta Banks, 1892 — USA, Canada, Alaska
289. Pardosa mongolica Kulczyński, 1901 — Russia, Tagikistan, Nepal, Mongolia, Cina
290. Pardosa montgomeryi Gertsch, 1934 — USA, Messico
291. Pardosa monticola (Clerck, 1757) — Regione paleartica
  - Pardosa monticola ambigua Simon, 1937 — Francia
  - Pardosa monticola minima Simon, 1876 — Francia
  - Pardosa monticola pseudosaltuaria Simon, 1937 — Francia
292. Pardosa mordagica Tang, Urita & Song, 1995 — Cina
293. Pardosa morosa (L. Koch, 1870) — dall'Europa all'Asia centrale
294. Pardosa mtugensis (Strand, 1908) — Africa settentrionale
295. Pardosa mubalea Roewer, 1959 — Congo
296. Pardosa mukundi Tikader & Malhotra, 1980 — India
297. Pardosa mulaiki Gertsch, 1934 — USA, Canada
298. Pardosa multidontata Qu, Peng & Yin, 2010 — Cina
299. Pardosa multivaga Simon, 1880 — Cina
300. Pardosa muzafari Ghafoor & Alvi, 2007 — Pakistan
301. Pardosa muzkolica Kononenko, 1978 — Tagikistan
302. Pardosa mysorensis (Tikader & Mukerji, 1971) — India
303. Pardosa naevia (L. Koch, 1875) — Egitto, Etiopia
304. Pardosa naevioides (Strand, 1916) — Namibia
305. Pardosa nanica Mello-Leitão, 1941 — Argentina
306. Pardosa nanyuensis Yin et al., 1995 — Cina
307. Pardosa narymica Savelyeva, 1972 — Kazakistan
308. Pardosa nebulosa (Thorell, 1872) — Regione paleartica
  - Pardosa nebulosa orientalis (Kroneberg, 1875) — Russia, Georgia
309. Pardosa nenilini Marusik, 1995 — Kazakistan, Mongolia
310. Pardosa nesiotis (Thorell, 1878) — Sumatra, Isola di Ambon (Arcipelago delle Molucche)
311. Pardosa nigra (C. L. Koch, 1834) — Regione paleartica
312. Pardosa nigriceps (Thorell, 1856) — Europa
313. Pardosa ninigoriensis Mcheidze, 1997 — Georgia
314. Pardosa nojimai Tanaka, 1998 — Giappone
315. Pardosa nordicolens Chamberlin & Ivie, 1947 — Canada, Alaska, Russia
316. Pardosa nostrorum Alderweireldt & Jocqué, 1992 — Mozambico, Sudafrica
317. Pardosa novitatis (Strand, 1906) — Etiopia
318. Pardosa obscuripes Simon, 1909 — Marocco
319. Pardosa observans (O. P.-Cambridge, 1876) — Egitto
320. Pardosa occidentalis Simon, 1881 — Portogallo, Francia, Sardegna
321. Pardosa odenwalli Sternbergs, 1979 — Russia
322. Pardosa oksalai Marusik, Hippa & Koponen, 1996 — Russia
323. Pardosa oljunae Lobanova, 1978 — Russia
324. Pardosa olympica Tongiorgi, 1966 — Grecia
325. Pardosa ontariensis Gertsch, 1933 — USA, Canada
326. Pardosa orcchaensis Gajbe, 2004 — India
327. Pardosa orealis Buchar, 1984 — Nepal
328. Pardosa oreophila Simon, 1937 — Europa centrale e meridionale
329. Pardosa oriens (Chamberlin, 1924) — Cina, Giappone, Okinawa
330. Pardosa orophila Gertsch, 1933 — USA, Messico
331. Pardosa orthodox Chamberlin, 1924 — USA, Messico
332. Pardosa ourayensis Gertsch, 1933 — USA
333. Pardosa ovambica Roewer, 1959 — Namibia
334. Pardosa ovtchinnikovi Ballarin, Marusik, Omelko & Koponen, 2012 — Asia centrale
335. Pardosa pacata Fox, 1937 — Hong Kong
336. Pardosa pahalanga Barrion & Litsinger, 1995 — Filippine
337. Pardosa paleata Alderweireldt & Jocqué, 1992 — Libia
338. Pardosa palliclava (Strand, 1907) — Sri Lanka
339. Pardosa paludicola (Clerck, 1757) — Regione paleartica
340. Pardosa palustris (Linnaeus, 1758) — Regione olartica
  - Pardosa palustris islandica (Strand, 1906) — Islanda
341. Pardosa pantinii Ballarin, Marusik, Omelko & Koponen, 2012 — Tagikistan
342. Pardosa papilionaca Chen & Song, 2003 — Cina
343. Pardosa paracolchica Zyuzin & Logunov, 2000 — Russia, Azerbaigian
344. Pardosa paralapponica Schenkel, 1963 — Mongolia, Cina
345. Pardosa paramushirensis (Nakatsudi, 1937) — Isole Curili, Giappone
346. Pardosa paratesquorum Schenkel, 1963 — Russia, Mongolia, Cina
347. Pardosa parathompsoni Wang & Zhang, 2014 — Cina
348. Pardosa partita Simon, 1885 — India
349. Pardosa parvula Banks, 1904 — USA
350. Pardosa passibilis (O. P.-Cambridge, 1885) — Kirghizistan
351. Pardosa patapatensis Barrion & Litsinger, 1995 — Filippine
352. Pardosa pauxilla Montgomery, 1904 — USA
353. Pardosa pedia Dondale, 2007 — Canada
354. Pardosa persica Marusik, Ballarin & Omelko, 2012 — Iran
355. Pardosa pertinax von Helversen, 2000 — Grecia
356. Pardosa petrunkevitchi Gertsch, 1934 — Messico
357. Pardosa pexa Hickman, 1944 — Australia meridionale
358. Pardosa pinangensis (Thorell, 1890) — Malaysia, Sumatra
359. Pardosa pirkuliensis Zyuzin & Logunov, 2000 — Azerbaigian
360. Pardosa plagula F. O. P.-Cambridge, 1902 — Messico
361. Pardosa plumipedata (Roewer, 1951) — Argentina
362. Pardosa plumipes (Thorell, 1875) — Regione paleartica
363. Pardosa podhorskii (Kulczyński, 1907) — Canada, Alaska, Russia
364. Pardosa poecila (Herman, 1879) — Ungheria
365. Pardosa pontica (Thorell, 1875) — dall'Europa orientale all'Asia centrale
366. Pardosa portoricensis Banks, 1901 — Porto Rico, Isole Vergini, Antigua
367. Pardosa potamophila Lawrence, 1927 — Namibia
368. Pardosa praepes Simon, 1886 — Senegal
369. Pardosa prativaga (L. Koch, 1870) — Europa, Russia
  - Pardosa prativaga scoparia Simon, 1937 — Francia
370. Pardosa profuga (Herman, 1879) — Ungheria
371. Pardosa prolifica F. O. P.-Cambridge, 1902 — dal Messico a Panama
372. Pardosa proxima (C. L. Koch, 1847) — Regione paleartica, Isole Canarie, isole Azzorre
  - Pardosa proxima annulatoides (Strand, 1915) — Israele
  - Pardosa proxima antoni (Strand, 1915) — Israele
  - Pardosa proxima poetica Simon, 1876 — Portogallo, Spagna, Francia
373. Pardosa psammodes (Thorell, 1887) — Birmania
374. Pardosa pseudoannulata (Bösenberg & Strand, 1906) — dal Pakistan al Giappone, Filippine, Giava
375. Pardosa pseudochapini Peng, 2011 — Cina
376. Pardosa pseudokaragonis (Strand, 1913) — Africa centrale
377. Pardosa pseudolapponica Marusik, 1995 — Kazakistan
378. Pardosa pseudomixta Marusik & Fritzén, 2009 — Cina
379. Pardosa pseudostrigillata Tongiorgi, 1966 — Austria, Italia, Slovenia
380. Pardosa pseudotorrentum Miller & Buchar, 1972 — Afghanistan
381. Pardosa pullata (Clerck, 1757) — Europa, Russia, Asia centrale
  - Pardosa pullata jugorum Simon, 1937 — Francia
382. Pardosa pumilio Roewer, 1959 — Etiopia
383. Pardosa purbeckensis F. O. Pickard-Cambridge, 1895 — Europa centrale e occidentale
384. Pardosa pusiola (Thorell, 1891) — dall'India alla Cina e Giava
385. Pardosa pyrenaica Kronestedt, 2007 — Francia, Andorra, Spagna
386. Pardosa qingzangensis Hu, 2001 — Cina
387. Pardosa qinhaiensis Yin et al., 1995 — Cina
388. Pardosa qionghuai Yin et al., 1995 — Cina
389. Pardosa rabulana (Thorell, 1890) — Malaysia, Sumatra, Giava
390. Pardosa rainieriana Lowrie & Dondale, 1981 — USA, Canada
391. Pardosa ramulosa (McCook, 1894) — USA, Messico
392. Pardosa ranjani Gajbe, 2004 — India
393. Pardosa rara (Keyserling, 1891) — Brasile
394. Pardosa rascheri (Dahl, 1908) — Arcipelago delle Bismarck (Papua Nuova Guinea)
395. Pardosa rhenockensis (Tikader, 1970) — India
396. Pardosa rhombisepta Roewer, 1960 — Afghanistan
397. Pardosa riparia (C. L. Koch, 1833) — Regione paleartica
398. Pardosa riveti Berland, 1913 — Ecuador
399. Pardosa roeweri Schenkel, 1963 — Cina
400. Pardosa roscai (Roewer, 1951) — Bulgaria, Romania, Turchia, Iran
401. Pardosa royi Biswas & Raychaudhuri, 2003 — Bangladesh
402. Pardosa ruanda (Strand, 1913) — Ruanda
403. Pardosa rudis Yin et al., 1995 — Cina
404. Pardosa rugegensis (Strand, 1913) — Africa centrale
405. Pardosa sagei Gertsch & Wallace, 1937 — Panama
406. Pardosa saltans Töpfer-Hofmann, 2000 — Europa
407. Pardosa saltonia Dondale & Redner, 1984 — USA, Messico
408. Pardosa saltuaria (L. Koch, 1870) — dall'Europa centrale al Kazakistan
409. Pardosa saltuarides (Strand, 1908) — Etiopia
410. Pardosa sangzhiensis Yin et al., 1995 — Cina
411. Pardosa sanmenensis Yu & Song, 1988 — Cina
412. Pardosa santamaria Barrion & Litsinger, 1995 — Filippine
413. Pardosa saturatior Simon, 1937 — Europa centrale
414. Pardosa saxatilis (Hentz, 1844) — USA, Canada
415. Pardosa schenkeli Lessert, 1904 — Regione paleartica
416. Pardosa schreineri Purcell, 1903 — Sudafrica
417. Pardosa schubotzi (Strand, 1913) — Africa centrale e orientale
418. Pardosa selengensis (Odenwall, 1901) — Russia, Mongolia
419. Pardosa semicana Simon, 1885 — Sri Lanka, Malaysia, Cina
420. Pardosa septentrionalis (Westring, 1861) — Regione paleartica
421. Pardosa serena (L. Koch, 1875) — Egitto
422. Pardosa shugangensis Yin, Bao & Peng, 1997 — Cina
423. Pardosa shyamae (Tikader, 1970) — India, Bangladesh, Cina
424. Pardosa sibiniformis Tang, Urita & Song, 1995 — Cina
425. Pardosa sichuanensis Yu & Song, 1991 — Cina
426. Pardosa sierra Banks, 1898 — USA, Messico
427. Pardosa silvarum Hu, 2001 — Cina
428. Pardosa sinensis Yin et al., 1995 — Cina
429. Pardosa sinistra (Thorell, 1877) — USA, Canada
430. Pardosa soccata Yu & Song, 1988 — Cina
431. Pardosa socorroensis Jiménez, 1991 — Messico
432. Pardosa sodalis Holm, 1970 — Canada, Alaska, Russia
433. Pardosa songosa Tikader & Malhotra, 1976 — India, Bangladesh, Cina
434. Pardosa sordidata (Thorell, 1875) — Regione paleartica
435. Pardosa sordidecolorata (Strand, 1906) — Etiopia
436. Pardosa sowerbyi Hogg, 1912 — Cina
437. Pardosa sphagnicola (Dahl, 1908) — Europa, Russia
438. Pardosa stellata (O. P.-Cambridge, 1885) — Asia centrale
439. Pardosa sternalis (Thorell, 1877) — America settentrionale
440. Pardosa steva Lowrie & Gertsch, 1955 — America settentrionale
441. Pardosa straeleni Roewer, 1959 — Congo
442. Pardosa strandembriki Caporiacco, 1949 — Etiopia
443. Pardosa strena Yu & Song, 1988 — Cina
444. Pardosa strigata Yu & Song, 1988 — Cina
445. Pardosa strix (Holmberg, 1876) — Argentina
446. Pardosa subalpina Schenkel, 1918 — Svizzera
447. Pardosa subanchoroides Wang & Song, 1993 — Cina
448. Pardosa subproximella (Strand, 1906) — Etiopia
449. Pardosa subsordidatula (Strand, 1915) — Israele
450. Pardosa suchismitae Majumder, 2004 — India
451. Pardosa sumatrana (Thorell, 1890) — India, dalla Cina alle Filippine, Celebes (Indonesia)
452. Pardosa sura Chamberlin & Ivie, 1941 — USA, Messico
453. Pardosa sutherlandi (Gravely, 1924) — India, Nepal
454. Pardosa suwai Tanaka, 1985 — Russia, Cina, Giappone
455. Pardosa svatoni Marusik, Nadolny & Omelko, 2013 — Kazakistan
456. Pardosa taczanowskii (Thorell, 1875) — Polonia
457. Pardosa takahashii (Saito, 1936) — Cina, Taiwan, Giappone, Okinawa
458. Pardosa tangana Roewer, 1959 — Tanzania
459. Pardosa tappaensis Gajbe, 2004 — India
460. Pardosa tasevi Buchar, 1968 — Europa orientale, Russia, Azerbaigian
461. Pardosa tatarica (Thorell, 1875) — Regione paleartica
  - Pardosa tatarica ligurica Simon, 1937 — Italia
  - Pardosa tatarica saturiator Caporiacco, 1948 — Grecia
462. Pardosa tenera Thorell, 1899 — Camerun
463. Pardosa tenuipes L. Koch, 1882 — Isole Baleari
464. Pardosa tesquorum (Odenwall, 1901) — Russia, Mongolia, Cina, USA, Canada, Alaska
465. Pardosa tesquorumoides Song & Yu, 1990 — Cina
466. Pardosa tetonensis Gertsch, 1933 — USA
467. Pardosa thalassia (Thorell, 1891) — Isole Nicobare
468. Pardosa thompsoni Alderweireldt & Jocqué, 1992 — Africa orientale
469. Pardosa thorelli (Collett, 1876) — Norvegia
470. Pardosa tieshinglii Barrion, Barrion-Dupo & Heong, 2013 — Cina
471. Pardosa tikaderi Arora & Monga, 1994 — India
472. Pardosa timidula (Roewer, 1951) — Yemen, Sri Lanka, Pakistan
473. Pardosa torrentum Simon, 1876 — Europa, Georgia
  - Pardosa torrentum integra Denis, 1950 — Francia
474. Pardosa trailli (O. P.-Cambridge, 1873) — Gran Bretagna, Scandinavia
475. Pardosa tridentis Caporiacco, 1935 — India, Nepal, Kashmir
476. Pardosa trifoveata (Strand, 1907) — Cina
477. Pardosa tristicella (Roewer, 1951) — Colombia
478. Pardosa tristiculella (Roewer, 1951) — Birmania
479. Pardosa trottai Ballarin, Marusik, Omelko & Koponen, 2012 — Kirghizistan
480. Pardosa tschekiangiensis Schenkel, 1963 — Cina
481. Pardosa tuberosa Wang & Zhang, 2014 — Cina
482. Pardosa tumida Barnes, 1959 — Messico
483. Pardosa tuoba Chamberlin, 1919 — USA
484. Pardosa turkestanica (Roewer, 1951) — Russia, Asia centrale
485. Pardosa tyshchenkoi Zyuzin & Marusik, 1989 — Russia
486. Pardosa uiensis Esyunin, 1996 — Russia
487. Pardosa uintana Gertsch, 1933 — USA, Canada, Alaska
488. Pardosa umtalica Purcell, 1903 — Africa meridionale
489. Pardosa uncata (Thorell, 1877) — USA
490. Pardosa uncifera Schenkel, 1963 — Russia, Cina, Corea
491. Pardosa unciferoides Qu, Peng & Yin, 2010 — Cina
492. Pardosa unguifera F. O. P.-Cambridge, 1902 — Messico, Guatemala
493. Pardosa upembensis (Roewer, 1959) — Congo
494. Pardosa utahensis Chamberlin, 1919 — USA
495. Pardosa vadosa Barnes, 1959 — USA, Messico
496. Pardosa vagula (Thorell, 1890) — Sumatra, Isole Mentawai (Sumatra), Simeulue (Sumatra), Giava
497. Pardosa valens Barnes, 1959 — USA, Messico
498. Pardosa valida Banks, 1893 — Sierra Leone, Congo
499. Pardosa vancouveri Emerton, 1917 — USA, Canada
500. Pardosa vatovae Caporiacco, 1940 — Etiopia
501. Pardosa verticillifer (Strand, 1906) — Etiopia
502. Pardosa villarealae Barrion, Barrion-Dupo & Heong, 2013 — Cina
503. Pardosa vindex (O. P.-Cambridge, 1885) — Yarkand (Cina)
504. Pardosa vindicata (O. P.-Cambridge, 1885) — Yarkand (Cina), Karakorum
505. Pardosa vinsoni (Roewer, 1951) — Madagascar
506. Pardosa virgata Kulczyński, 1901 — Mongolia
507. Pardosa vittata (Keyserling, 1863) — dall'Europa alla Georgia
508. Pardosa vlijmi den Hollander & Dijkstra, 1974 — Francia
509. Pardosa vogelae Kronestedt, 1993 — USA
510. Pardosa v-signata Soares & Camargo, 1948 — Brasile
511. Pardosa vulvitecta Schenkel, 1936 — Cina
512. Pardosa wagleri (Hahn, 1822) — Regione paleartica
513. Pardosa warayensis Barrion & Litsinger, 1995 — Filippine
514. Pardosa wasatchensis Gertsch, 1933 — USA
515. Pardosa wuyiensis Yu & Song, 1988 — Cina
516. Pardosa wyuta Gertsch, 1934 — USA, Canada
517. Pardosa xerampelina (Keyserling, 1877) — USA, Canada, Alaska
518. Pardosa xerophila Vogel, 1964 — USA, Messico
519. Pardosa xinjiangensis Hu & Wu, 1989 — Cina
520. Pardosa yadongensis Hu & Li, 1987 — Cina
521. Pardosa yaginumai Tanaka, 1977 — Giappone
522. Pardosa yamanoi Tanaka & Suwa, 1986 — Giappone
523. Pardosa yavapa Chamberlin, 1925 — USA
524. Pardosa yongduensis Kim & Chae, 2012 — Corea
525. Pardosa zhangi Song & Haupt, 1995 — Cina
526. Pardosa zhui Yu & Song, 1988 — Cina
527. Pardosa zionis Chamberlin & Ivie, 1942 — USA, Messico
528. Pardosa zonsteini Ballarin, Marusik, Omelko & Koponen, 2012 — Asia centrale, Iran
529. Pardosa zorimorpha (Strand, 1907) — Madagascar
530. Pardosa zuojiani Song & Haupt, 1995 — Cina
531. Pardosa zyuzini Kronestedt & Marusik, 2011 — Russia, Mongolia

## Pardosella
Pardosella Caporiacco, 1939
1. Pardosella delesserti Caporiacco, 1939 — Etiopia
2. Pardosella maculata Caporiacco, 1941 — Etiopia
3. Pardosella massaiensis Roewer, 1959 — Tanzania
4. Pardosella tabora Roewer, 1959 — Tanzania
5. Pardosella zavattarii Caporiacco, 1939[1] — Etiopia

## Passiena
Passiena Thorell, 1890
1. Passiena albipalpis Roewer, 1959 — Camerun
2. Passiena auberti (Simon, 1898) — Sudafrica
3. Passiena spinicrus Thorell, 1890[1] — Malaysia, Borneo
4. Passiena torbjoerni Lehtinen, 2005 — Thailandia

## Pavocosa
Pavocosa Roewer, 1960
1. Pavocosa feisica (Strand, 1915) — Isole Caroline
2. Pavocosa gallopavo (Mello-Leitão, 1941)[1] — Argentina
3. Pavocosa herteli (Mello-Leitão, 1947) — Brasile
4. Pavocosa langei (Mello-Leitão, 1947) — Brasile
5. Pavocosa siamensis (Giebel, 1863) — Thailandia

## Phonophilus
Phonophilus Ehrenberg, 1831
- Phonophilus portentosus Ehrenberg, 1831[1] — Libia

## Pirata
Pirata Sundevall, 1833
1. Pirata abalosi (Mello-Leitão, 1942) — Argentina
2. Pirata affinis Roewer, 1960 — Congo
3. Pirata africana (Roewer, 1960) — Namibia
4. Pirata alachuus Gertsch & Wallace, 1935 — USA
5. Pirata allapahae Gertsch, 1940 — USA
6. Pirata apalacheus Gertsch, 1940 — USA
7. Pirata aspirans Chamberlin, 1904 — USA, Canada
8. Pirata brevipes (Banks, 1893) — Congo
9. Pirata browni Gertsch & Davis, 1940 — Messico
10. Pirata bryantae Kurata, 1944 — Canada, Alaska
11. Pirata catindigae Barrion, Barrion-Dupo & Heong, 2013 — Cina
12. Pirata cereipes (L. Koch, 1878) — Asia centrale
13. Pirata chamberlini (Lessert, 1927) — Congo, Africa orientale
14. Pirata coreanus Paik, 1991 — Corea
15. Pirata davisi Wallace & Exline, 1978 — USA, Messico
16. Pirata digitatus Tso & Chen, 2004 — Taiwan
17. Pirata felix O. P.-Cambridge, 1898 — Messico
18. Pirata hiteorum Wallace & Exline, 1978 — USA
19. Pirata indigena Wallace & Exline, 1978 — USA
20. Pirata iviei Wallace & Exline, 1978 — USA
21. Pirata mayaca Gertsch, 1940 — USA, Isole Bahama, Cuba
22. Pirata molensis (Strand, 1908) — Etiopia
23. Pirata montanoides Banks, 1892 — USA
24. Pirata montanus Emerton, 1885 — USA, Canada, Russia
25. Pirata nanatus Gertsch, 1940 — USA
26. Pirata niokolona Roewer, 1961 — Senegal
27. Pirata pagicola Chamberlin, 1925 — dal Messico a Panama
28. Pirata pallipes (Blackwall, 1857) — Algeria
29. Pirata piratellus (Strand, 1907) — Giappone
30. Pirata piraticus (Clerck, 1757)[1] — Regione olartica
31. Pirata piratimorphus (Strand, 1908) — USA
32. Pirata piscatorius (Clerck, 1757) — Regione paleartica
33. Pirata praedo Kulczyński, 1885 — Russia
34. Pirata proximus O. P.-Cambridge, 1876 — Egitto
35. Pirata rubicundicoloratus (Strand, 1906) — Algeria
36. Pirata sagitta (Mello-Leitão, 1941) — Argentina
37. Pirata sanya Barrion, Barrion-Dupo & Heong, 2013 — Cina
38. Pirata sedentarius Montgomery, 1904 — America settentrionale, Grandi Antille
39. Pirata seminolus Gertsch & Wallace, 1935 — USA
40. Pirata soukupi (Mello-Leitão, 1942) — Perù
41. Pirata spatulatus Chai, 1985 — Cina
42. Pirata spiniger (Simon, 1898) — USA
43. Pirata subannulipes (Strand, 1906) — Etiopia
44. Pirata subpiraticus (Bösenberg & Strand, 1906) — Cina, Corea, Giappone
45. Pirata suwaneus Gertsch, 1940 — USA, Isole Bahama
46. Pirata sylvanus Chamberlin & Ivie, 1944 — USA
47. Pirata taurirtensis (Schenkel, 1937) — Marocco
48. Pirata tenuitarsis Simon, 1876 — dall'Europa all'Asia centrale
49. Pirata timidus (Lucas, 1846) — Algeria
50. Pirata trepidus Roewer, 1960 — Namibia
51. Pirata triens Wallace & Exline, 1978 — USA
52. Pirata turrialbicus Wallace & Exline, 1978 — Costa Rica, Panama, Cuba
53. Pirata veracruzae Gertsch & Davis, 1940 — Messico
54. Pirata welakae Wallace & Exline, 1978 — USA
55. Pirata werneri (Roewer, 1960) — Marocco
56. Pirata zavattarii (Caporiacco, 1941) — Etiopia

## Piratula
Piratula Roewer, 1960
1. Piratula borea (Tanaka, 1974) — Russia, Cina, Giappone
2. Piratula canadensis (Dondale & Redner, 1981) — Russia, Canada
3. Piratula cantralli (Wallace & Exline, 1978) — USA, Canada
4. Piratula clercki (Bösenberg & Strand, 1906) — Cina, Corea, Taiwan, Giappone
5. Piratula denticulata (Liu, 1987) — Russia, Cina, Taiwan
6. Piratula gigantea (Gertsch, 1934) — USA
7. Piratula hiroshii (Tanaka, 1986) — Giappone
8. Piratula hokkaidensis (Tanaka, 2003) — Giappone
9. Piratula hurkai (Buchar, 1966) — Ucraina, Russia, Georgia, Abcasia
10. Piratula hygrophila (Thorell, 1872)[1] — Regione paleartica
11. Piratula insularis (Emerton, 1885) — Regione olartica
12. Piratula iriomotensis (Tanaka, 1989) — Giappone (isole Ryukyu)
13. Piratula knorri (Scopoli, 1763) — Europa
14. Piratula latitans (Blackwall, 1841) — dall'Europa all'Azerbaigian
15. Piratula logunovi Omelko, Marusik & Koponen, 2011 — Russia
16. Piratula longjiangensis (Yin, Peng, Xie, Bao & Wang, 1997) — Cina
17. Piratula meridionalis (Tanaka, 1974) — Cina, Corea, Giappone
18. Piratula minuta (Emerton, 1885) — America settentrionale
19. Piratula montigena (Liu, 1987) — Cina
20. Piratula piratoides (Bösenberg & Strand, 1906) — Russia, Corea, Cina, Giappone
21. Piratula procurva (Bösenberg & Strand, 1906) — Cina, Corea, Giappone
22. Piratula serrulata (Song & Wang, 1984) — Russia, Cina
23. Piratula tanakai (Brignoli, 1983) — Russia, Corea, Giappone
24. Piratula tenuisetacea (Chai, 1987) — Cina
25. Piratula uliginosa (Thorell, 1856) — Europa, Russia
26. Piratula yaginumai (Tanaka, 1974) — Russia, Cina, Corea, Giappone
27. Piratula yesoensis (Tanaka, 1985) — Giappone

## Portacosa
Portacosa Framenau, 2017
- Portacosa cinerea Framenau, 2017[1] — Australia (Victoria, Territorio della Capitale Australiana, Nuovo Galles del Sud, Queensland, Australia meridionale, Tasmania)

## Proevippa
Proevippa (Purcell, 1903)
1. Proevippa albiventris (Simon, 1898) — Namibia, Sudafrica
2. Proevippa biampliata (Purcell, 1903) — Sudafrica
3. Proevippa bruneipes (Purcell, 1903) — Sudafrica
4. Proevippa dregei (Purcell, 1903) — Sudafrica
5. Proevippa eberlanzi (Roewer, 1959) — Namibia
6. Proevippa fascicularis (Purcell, 1903) — Sudafrica
7. Proevippa hirsuta (Russell-Smith, 1981) — Sudafrica
8. Proevippa lightfooti Purcell, 1903[1] — Sudafrica
9. Proevippa schreineri (Purcell, 1903) — Sudafrica
10. Proevippa unicolor (Roewer, 1960) — Congo
11. Proevippa wanlessi (Russell-Smith, 1981) — Sudafrica

## Prolycosides
Prolycosides Mello-Leitão, 1942
- Prolycosides amblygyna (Mello-Leitão, 1942)[1] — Argentina

## Pseudevippa
Pseudevippa Simon, 1910
- Pseudevippa cana Simon, 1910[1] — Namibia

## Pterartoria
- Pterartoria (Purcell, 1903)
- Pterartoria arbuscula (Purcell, 1903)[1] — Sudafrica
- Pterartoria fissivittata (Purcell, 1903) — Sudafrica
- Pterartoria flavolimbata (Purcell, 1903) — Sudafrica
- Pterartoria masarangi (Merian, 1911) — Celebes (Indonesia)
- Pterartoria polysticta (Purcell, 1903) — Sudafrica

## Pyrenecosa
- Pyrenecosa (Marusik, Azarkina & Koponen, 2004)
- Pyrenecosa pyrenaea (Simon, 1876) — Pirenei (Spagna, Andorra e Francia)
- Pyrenecosa rupicola (Dufour, 1821)[1] — Spagna, Francia, Svizzera
- Pyrenecosa spinosa (Denis, 1938) — Andorra